# Ngọc Bích (nhạc sĩ)
Ngọc Bích (tên đầy đủ: Nguyễn Ngọc Bích, 1924 - 2001) là một nhạc sĩ tiền chiến Việt Nam, được biết đến nhiều qua các ca khúc như "Đôi chim giang hồ", "Trở về bến mơ", "Mộng chiều xuân" và dưới thời Đệ Nhất Cộng hòa (Việt Nam Cộng hòa) là "Suy tôn Ngô Tổng thống". Nhạc sĩ Ngọc Bích còn là một ca sĩ và khi đi hát ông dùng nghệ danh Kim Ngọc.

## Cuộc đời
Ông sinh năm 1924 tại Hà Nội (theo một vài tài liệu khác thì ông sinh năm 1925). Cha của ông là bác sĩ thú y Nguyễn Huy Bằng, một người có tài sử dụng nhiều nhạc cụ cổ truyền như đàn bầu, tam thập lục, tỳ bà... Từ năm 10 tuổi Ngọc Bích đã tỏ ra những năng khiếu về âm nhạc, ông bắt đầu học về ký âm pháp với thầy Nguyễn Văn Thông cùng Đỗ Thế Phiệt, Nguyễn Văn Huấn, Nguyễn Văn Ngạc, Nguyễn Hiền, Tu My Đỗ Mạnh Cường.
Sau khi tốt nghiệp tiểu học, Ngọc Bích đậu vào trường Bưởi. Cùng năm đó, ông tham dự đơn ca ở Nhà hát lớn Hà Nội, chương trình ca nhạc giữa các màn kịch, do nhạc sĩ Thẩm Oánh đặc trách. Ông còn được nhạc sĩ Nguyễn Thiện Tơ hướng dẫn. Năm 1940, ông có qua trình diễn tại Côn Minh, Trung Quốc. Năm 1942, Ngọc Bích chơi đàn với ban nhạc tại vũ trường TaKara ở khu phố Khâm Thiên, vốn là tiệm khiêu vũ đầu tiên chơi nhạc sống tại Hà Nội.
Khoảng năm 1942, khi vừa vào năm thứ hai, bậc cao đẳng tiểu học, Ngọc Bích rời trường Bưởi để quyết tâm theo đuổi con đường âm nhạc. Năm 1943, ông lại cùng một ban nhạc lớn sang biểu diễn tại Côn Minh cho lực lượng Đồng Minh.
Ông tham gia kháng chiến chống Pháp ở liên khu 3, cùng người bạn học là nhạc sĩ Nguyễn Hiền. Theo lời kể của Phạm Duy, trong thời gian ở Lào Kai, ông có cùng Ngọc Bích hát tại quán Biên Thùy và còn tiếp tục đi cùng nhau vài năm sau đó.
Ngọc Bích bắt đầu sáng tác từ năm 1947, khởi sự với các bản tình ca viết theo theo nhịp swing và blues mới lạ. Trong những năm đầu của thập niên 1950, một vài nhạc phẩm của Ngọc Bích đã được rất nhiều người ưa thích khi phát trên Đài Phát thanh Hà Nội như các bài "Hương tình", "Trở về bến mơ",... qua giọng ca Tâm Vấn. Các ca khúc của ông thời gian đó còn nổi tiếng của giọng ca của ca sĩ Anh Ngọc.
Thời kỳ kháng chiến chống Pháp là khoảng thời gian Ngọc Bích sáng tác mạnh mẽ với những ca khúc như "Khúc nhạc chiều mơ", "Thiếu nữ trên mây ngàn" ("Bông hoa rừng"), "Lời hẹn xưa", "Con đò đưa xác", "Thuở trăng về", "Đêm trăng xưa", "Bến đàn xuân", "Đôi chim giang hồ", "Dưới trăng thề". Bài "Đôi chim giang hồ" đã được thí sinh Trần Trọng Ngọc, tức nhạc sĩ Tuấn Khanh sau này, chọn trình diễn trong cuộc thi tuyển lựa ca sĩ của đài phát thanh Pháp Á tại Hà Nội vào năm 1953 và đoạt giải khôi nguyên.
Ông có bài "Con đò đưa xác" (lời Nguyễn Văn Đức) với nội dung bi thương, ai oán cho nạn nhân của nạn đói năm Ất Dậu 1944 – 1945. Bài này được ca sĩ Châu Kỳ thu vào đĩa hát từ những năm đầu thập niên 1950.
Đặc biệt, Ngọc Bích là người sử dụng đầu tiên nhịp điệu swing hay blues trong các bài phục vụ kháng chiến như "Say chiến công", "Bà già giết giặc". Năm 1949, Ngọc Bích rời bỏ kháng chiến và trở về Hà Nội.
Năm 1954, Ngọc Bích vào miền Nam Việt Nam. Ban đầu ông làm việc tại các nhà hàng có ca nhạc, sau đó Ngọc Bích bị gọi đi lính và làm việc tại Đài Phát thanh Quân đội Việt Nam Cộng Hòa. Ông tiếp tục sáng tác và hoạt động âm nhạc tại các đài Pháp Á, Sài Gòn, đài Tiếng nói Quốc gia Việt Nam và trên sân khấu đại nhạc hội ở các rạp chiếu bóng.
Khi Ngô Đình Diệm trưng cầu dân ý nhằm xác định lãnh đạo tương lai của Quốc gia Việt Nam, cũng như đa số những thanh niên có cảm tình với Ngô Đình Diệm, Ngọc Bích soạn bài "Vè Bảo Đại". Sau khi Ngô Đình Diệm lên làm tổng thống thì Ngọc Bích cùng nhà văn Thanh Nam đã sửa lại lời bài "Vè Bảo Đại" thành bài "Suy tôn Ngô Tổng thống".
Năm 1975, Ngọc Bích rời Việt Nam và định cư tại Hoa Kỳ. Tại đây ông tham gia nhóm AVT hải ngoại của nghệ sĩ Lữ Liên cùng Vũ Huyến (nhạc sĩ Vũ Minh). Sau đó ban AVT cùng Thúy Liễu, vợ của nghệ sĩ Lữ Liên, thành lập ban thoại kịch Gió Nam, đã cùng đoàn nghệ sĩ của Hoàng Thi Thơ qua châu Âu trình diễn từ năm 1976. Sau đó họ cùng biểu diễn ở nhiều nơi trên thế giới.
Năm 1988, khi nhạc sĩ Nguyễn Hiền đến Hoa Kỳ thì Ngọc Bích và Nguyễn Hiền cùng một vài người bạn lập ra ban Saigon Band chơi nhạc giúp vui cho mọi người ở Little Saigon, Westminster, California.
Theo lời nhạc sĩ Nguyễn Hiền, Ngọc Bích rất thận trọng trong lĩnh vực sáng tác, chú ý nhiều về cách sử dụng các âm trình, cung bậc, tránh tối đa những quãng mang tính cách phương Tây. Ngọc Bích luôn cố giữ bản sắc Việt Nam trong nhạc của mình, sợ mình làm nhạc có khuynh hướng Tây phương. Nhà văn, nhạc sĩ Nguyễn Đình Toàn nhận xét: "Nhạc của Ngọc Bích biểu tượng cho tuổi trẻ thành thị một thời, cái thời ông gọi là "chiến chinh" nhưng "ngát hương thanh bình" (Trở về bến mơ)"
Ngọc Bích qua đời ngày 15 tháng 10 năm 2001 vì nhồi máu cơ tim, tại Los Angeles, California, một tuần sau khi đến dự đám táng nhạc sĩ Hoàng Thi Thơ.

### Đời tư
Ông lập gia đình với ca sĩ Lệ Nga và họ có một người con trai tên là Kim Ngọc.

## Một số tác phẩm
- Anh nghiện súng
- Bà già giết giặc
- Bản đàn xưa
- Bến đàn xuân
- Bến nhạc lòng
- Bộ đội tập bò
- Chiều tàn trong mắt em (Ngọc Bích - Mai Trung Tĩnh)
- Con đò đưa xác (Ngọc Bích & Nguyễn Văn Đức)
- Chờ một kiếp mai (Xuân Tiên & Ngọc Bích)
- Đêm trăng xưa
- Đôi chim giang hồ
- Đón gió mới
- Dưới trăng thề
- Giấc mơ ngàn
- Ghi ơn Ngô thủ tướng (1955)
- Gió mùa chinh phu
- Hồn theo gió
- Hương tình
- Hương lan
- Hoài niệm (lời Thanh Nam)
- Khát vọng tình thương
- Khúc nhạc chiều mơ
- Khúc nhạc tương tư
- Lời hẹn xưa
- Mơ về sông Hương
- Mộng chiều xuân
- Mộng ngày xanh
- Một đêm vui
- Nắng mới
- Nhịp xe hoàng hôn
- Nhớ xuân
- Nhắn gió xuân
- Ru hồn cố nhân (lời Thanh Nam)
- Say chiến công
- Suy tôn Ngô Tổng thống (lời Thanh Nam)[4]
- Thiếu nữ trên ngàn (Bông hoa rừng)
- Thu về
- Thuở trăng về
- Tiếng hát bình minh
- Tiếng hát chiều thu
- Tiếng vọng chiều rừng
- Trở về bến mơ
- Vè Bảo Đại
- Xuân nhớ chiến sĩ